# Luigi Gnocchi
Luigi Gnocchi (né le 14 janvier 1933 à Gallarate, mort le 18 octobre 2014 dans la même ville) est un athlète italien, spécialiste du sprint.

## Carrière
Il remporte trois médailles d’or lors des Jeux méditerranéens de 1955. En 1956, il bat le record d’Europe du relais 4 x 100 m. Peu après, il manque de peu (même temps) la médaille de bronze dudit relais lors des Jeux olympiques de 1956.

## Records
Le 29 septembre 1956 à Rome, il égale en 10 s 4 le record national du 100 m.